# 2. U-Flottille

Wappen der 2. U-Flottille

Die 2. Unterseebootsflottille, kurz 2. U-Flottille, war ein militärischer Verband der ehemaligen deutschen Kriegsmarine im Zweiten Weltkrieg.

## Geschichte

### In Kiel und Wilhelmshaven
Die Flottille, auch als U-Bootsflottille „Saltzwedel“ bekannt, wurde am 1. September 1936 in Kiel unter dem Kommando von Fregattenkapitän Werner Scheer gebildet und war nach Oberleutnant zur See Reinhold Saltzwedel, einem U-Boot-Kommandanten des Ersten Weltkriegs, benannt. Die Flottille wurde nach wenigen Wochen nach Wilhelmshaven verlegt. Im Rahmen des Unternehmens Ursula, einem völkerrechtswidrigen Einsatz einer deutschen U-Boot-Flottille, kamen im spanischen Bürgerkrieg ab November 1936 zwei U-Boote der Flottille zum Einsatz. Die damals beteiligten Marineangehörigen hatten über die Verwendung und die Ziele der hierbei beteiligten U-Boote, unter anderem U 33 unter dem Tarnnamen Triton und U 34 unter dem Tarnnamen Poseidon, eine „lebenslange Schweigepflicht“ auferlegt bekommen. U 28 hatte einen Einsatz während des spanischen Bürgerkriegs vor Spanien und Portugal, wo es im Juli und August 1938 Geleit- und Tauchübungen unternahm. Im Herbst 1940 wurde mit der Verlegung der Flottille nach Lorient begonnen. Gemeinsam mit der 6. U-Flottille wurde die 2. U-Flottille gebildet.

### In Lorient
Schon Anfang Juni 1940, noch weit vor Beginn der Waffenstillstandsverhandlungen, hatte Karl Dönitz, der Befehlshaber der Unterseeboote (BdU) die französischen Atlantikhäfen auf ihre Verwendbarkeit als U-Bootstützpunkte hin inspizieren lassen. Relativ geringe Schäden und eine Lage außerhalb der Erreichbarkeit für britische Flugzeuge gaben den Ausschlag dafür, dass der Stab des BdU sich in Lorient einrichtete. Am 15. August weihte die Kriegsmarine hier ihre erste Werft im besetzten Frankreich ein: die „U-Boot-Reparaturwerft Lorient“, eine Außenstelle der Kriegsmarinewerft Wilhelmshaven.  Im Juni verlegte die 2. U-Flottille endgültig nach Lorient. Von da an bis zur Auflösung der Flottille im August 1944, als die Basis in Lorient aufgegeben werden musste, blieb sie dort stationiert. Die verbliebenen Boote wurden anschließend nach Norwegen verlegt.

## Flottillenchefs
- September 1936 bis Juli 1937 – Fregattenkapitän Werner Scheer
- Oktober 1937 bis September 1939 – Korvettenkapitän Hans Ibbeken
- Januar 1940 bis Mai 1940 – Korvettenkapitän Werner Hartmann
- Mai 1940 bis Juli 1941 – Korvettenkapitän Heinz Fischer
- August 1941 bis Januar 1943 – Korvettenkapitän Victor Schütze
- Januar 1943 bis Oktober 1944 – Fregattenkapitän Ernst Kals

## Zugewiesene Boote

### U-Bootsflottille „Saltzwedel“
1. U 25
2. U 26
3. U 27
4. U 28
5. U 29
6. U 30
7. U 31
8. U 32
9. U 33
10. U 34
11. U 35
12. U 36

### 2. U-Flottille
- über die Aufstellungszeit von 1939 bis 1944 waren insgesamt fast 90 U-Boote der Flottille zugeordnet.